# Ель-Масмія (нохія)
Нохія Ель-Масмія (араб. ناحية المسمية) — нохія у Сирії, що входить до складу мінтаки Ес-Санамейн мухафази Дар'а. Адміністративний центр — поселення Ель-Масмія.
До нохії належать такі поселення:
- Балі → (Bali);
- Буррак → (Burraq);
- Бувайдан → (Buwaydan);
- Ель-Масмія → (Al-Masmiyah);
- Ер-Рабе → (al Rabe);
- Ет-Табба → (Al-Tabbah);
- Збейдіє → (Zbeidiyeh);

Нохія Ель-Масмія на мапі мінтака Ес-Санамейн

- Маарат-ель-Бейда → (Maaret Elbeida);
- Маті → (Matih);
- Сакра → (Sakra);
- Свеймре → (Sweinmreh);
- Таф → (Taf);
- Ум-ель-Косур → (Um Elqosur);
- Шаара → (Shaarah);
- Шакранія → (Shaqraniyeh);
- Шарае → (Sharae).